# Wildes Moor bei Schwabstedt
Das Wilde Moor bei Schwabstedt (dänisch Vildmose) ist ein großräumiges Feuchtgebiet mit Hochmoor- und Niedermoorflächen, wechselfeuchtem Grünland und offenen Wasserflächen. Mit seinen Hochmoorflächen stellt es eine Besonderheit in der sonst von Niedermooren geprägten Eider-Treene-Sorge Region dar.

## Lage

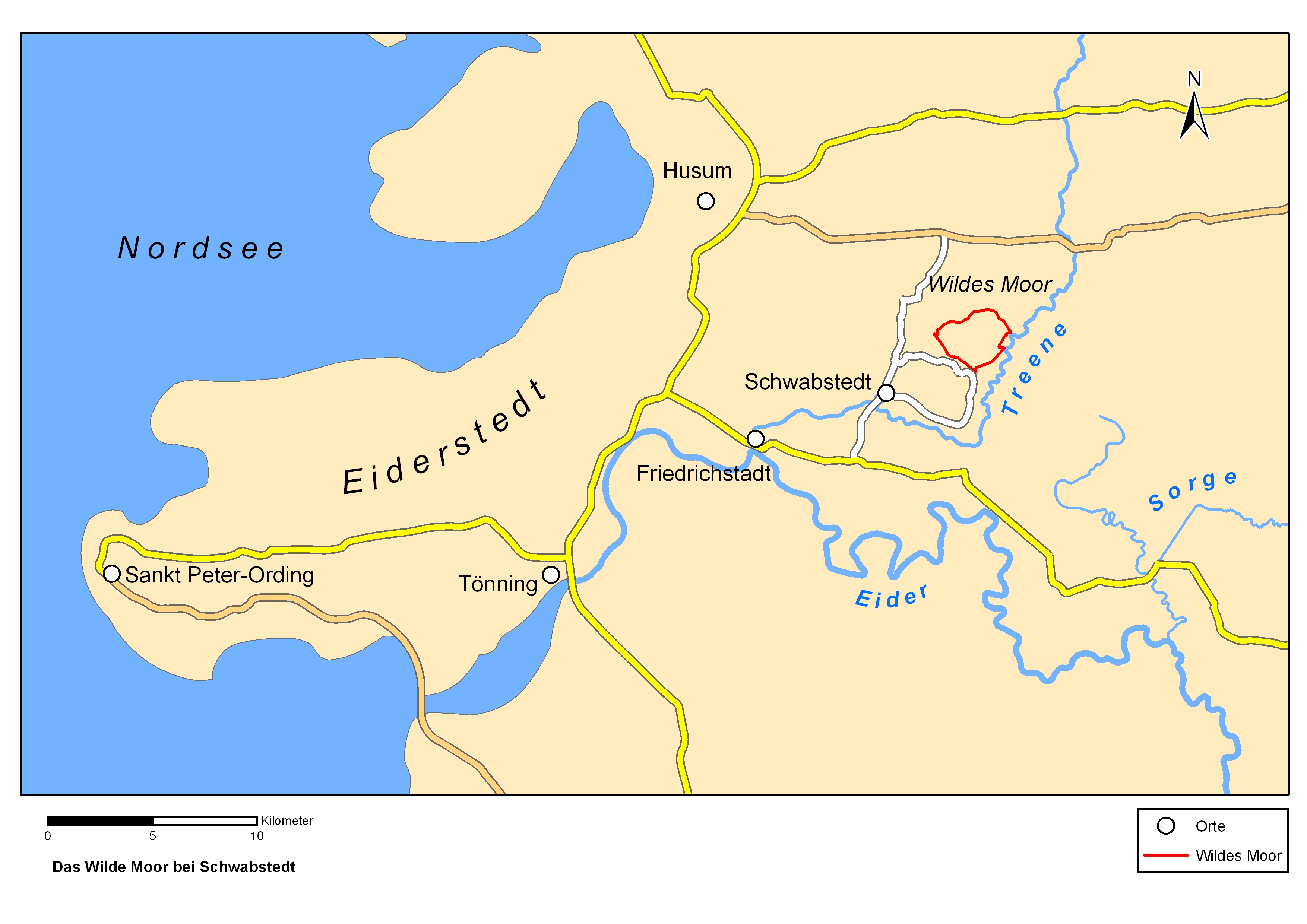
Das Wilde Moor bei Schwabstedt in Schleswig-Holstein

Das Wilde Moor liegt nördlich der Gemeinde Schwabstedt, etwa 15 Kilometer östlich von Husum in Schleswig-Holstein. Von Norden nach Süden erstreckt es sich 3,5 km, von Westen nach Osten 3,8 km. Das Wilde Moor umfasste ursprünglich eine Moorfläche von etwa 790 Hektar; heute stehen 631 ha unter Naturschutz. Im Norden, Westen und Süden wird das Moor von der Ostenfelder Geest umschlossen, nach Osten öffnet es sich hin zu den flachen Weiden entlang der Treene.

## Geologie
Im Umkreis des Wilden Moores stehen Lockergesteine aus dem Quartär an: Das Wilde Moor selbst setzt sich aus verschiedenen holozänen Torfen zusammen. Die Ostenfelder Geest, welche das Wilde Moor im Westen umgibt, besteht aus Moränensand und Geschiebemergel der Saale-Kaltzeit. Tone begleiten das Flusstal der Treene.

## Vegetation

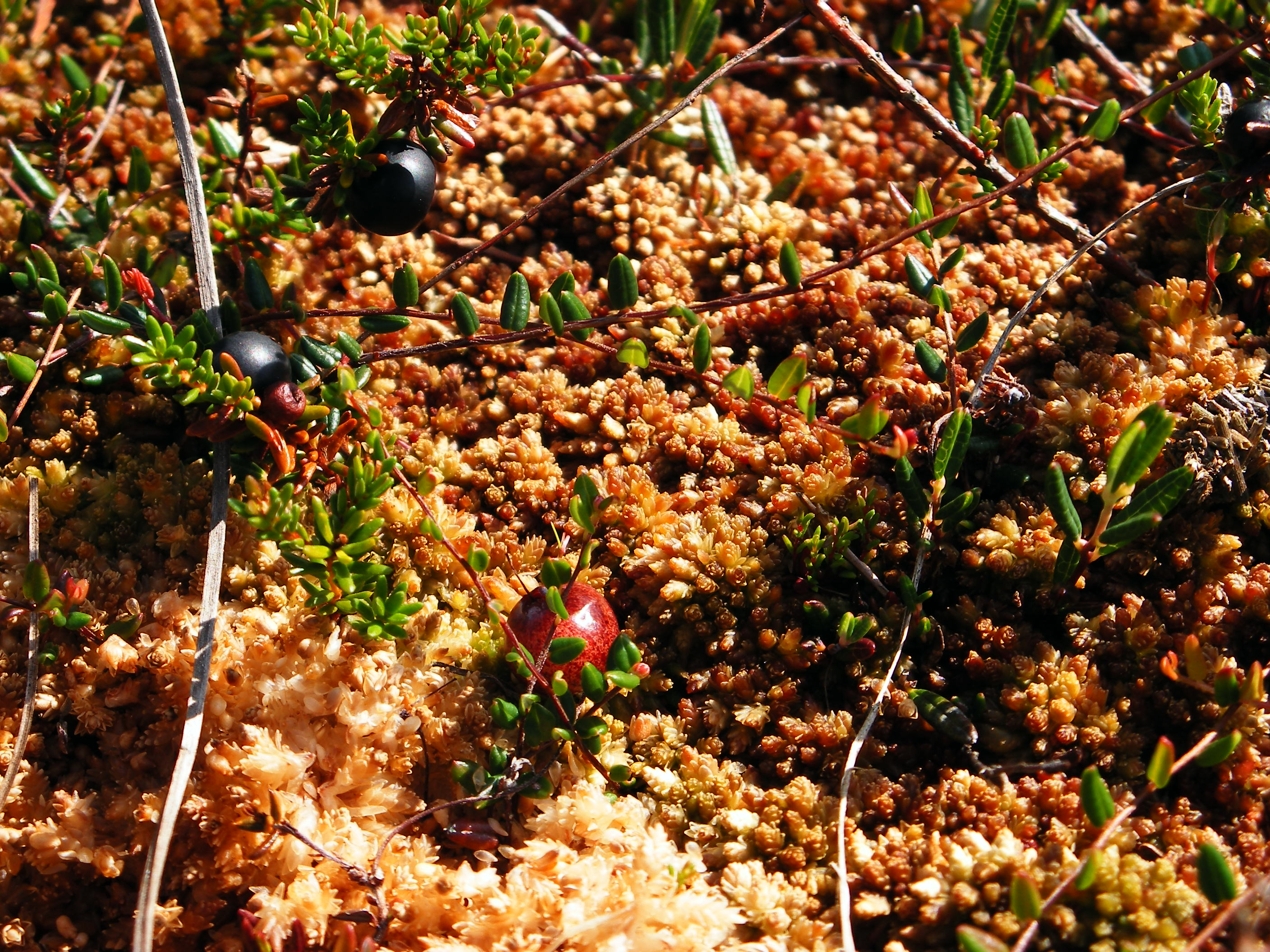
Krähenbeere und Moosbeere im Wilden Moor

Zu der Pflanzendecke im Wilden Moor gehören Zwergsträucher wie Heidekräuter (Erica tetralix) und Moosbeere (Oxycoccus palustris). Es treten Riedgräser (Cyperaceae) auf, wie das Scheidige Wollgras (Eriophorum vaginatum), und weiterhin können im Wilden Moor Sonnentau (Drosera rotundifolia, in alten Torfstichen), Krähenbeere (Empetrum nigrum), Beinbrech (Narthecium ossifragum) und der Gagelstrauch (Myrica gale) gefunden werden. Ein Großteil der Mooroberfläche wird von Torfmoosen (Sphagnum spec.) sowie dem Pfeifengras (Molinia caerulea) bedeckt.
Die Vegetation im Wilden Moor gliedert sich in unterschiedliche Zonen: Zwischen Geest und Hochmoor umgeben Gebüsch und Hochstauden das Moor. Zur Treene bedecken Gräser die Grünlandbrache und die zentrale, baumfreie Moorfläche ist bedeckt von Binsen, Wollgras und Torfmoosen.

## Tierwelt
Im Wilden Moor werden vom Verein für Naturschutz und Landschaftspflege mittleres Nordfriesland regelmäßig Vogelbeobachtungen durchgeführt. Es werden bis über 80 Vogelarten gezählt, davon über 40 brütende Arten. Von den Arten, die auf der Roten Liste (S.-H. 1995) stehen, sind unter anderem Bekassine, Goldammer und der Wiesenpieper anzutreffen. In den Grabenböschungen wurden nistende Eisvögel beobachtet. Ein Vorkommen des Birkhuhns, eines der wenigen moorbewohnenden Arten, konnte ab 1979 nicht mehr nachgewiesen werden. Als Gäste im Moor sind weiterhin zu nennen die Kreuzotter, Ringelnatter, Kammmolch, Schlingnatter, Schwarzschwäne, Fischotter, Fledermäuse und auch der Marderhund.

## Landschaftsentwicklung
Im Gegensatz zu den Niedermooren in den Flusstälern von Eider, Treene und Sorge konnte das Wilde Moor sich bis zu einem Hochmoor entwickeln. In der Saale-Kaltzeit stauchten Gletscher Moränenmaterial auf und legten den Reliefunterschied zwischen heutiger Ostenfelder Geest und Treeneniederung an. Schmelzwässer der Weichsel-Kaltzeit räumten zunächst das Treenetal aus und lagerten anschließend Schmelzwassersande ab. Auf ihnen lag ein Netz von verflochtenen Flüssen, die durch das karge, vegetationsarme Tal zogen. Es wird angenommen, dass ein Flussarm direkt von Norden in das Gebiet des heutigen Wilden Moores einströmte, das halbkreisförmig von der Geest umgeben wird. Das Wasser staute sich und Strudelbewegungen räumten einen Teil der Sedimente aus. Das Wasser verließ die entstandene Mulde im Südosten. Ein weiterer Flussarm floss weiter östlich, dem heutigen Verlauf der Treene folgend. Zwischen beiden Flussarmen bildete sich eine Sandbank, die später zum Uferwall aufsedimentiert wurde. Dieser Uferwall bildet eine orographische Barriere zwischen der Treene und der Mulde im Westen vor der Geest. Die späteren, durch Gezeiten aufgestauten Hochwasser der Treene konnten das wachsende Moor somit nicht mehr überfluten. Es bildete sich ein nährstoffarmer Standort, auf dem später ein Hochmoorwachstum einsetzte.
Im frühen Atlantikum bildeten sich in einem ruhigen Gewässer Mudden aus. Im zentralen Bereich bildeten Schilf und Seggen erste Torfe, umgeben von einem Bruchwald. Das Gewässer verlandete, und als Torf den Seewasserspiegel erreichte, begannen überall Bäume zu wurzeln, aus deren Reste sich Niedermoortorfe bildeten. Im Subboreal setzte das Wachstum von hochmoorbildenden Pflanzen wie Bleichmoose ein. Die Entwässerung des Wilden Moores am Ende des 19. Jahrhunderts brachte das Moorwachstum zum Erliegen.

## Kultivierung und Renaturierung

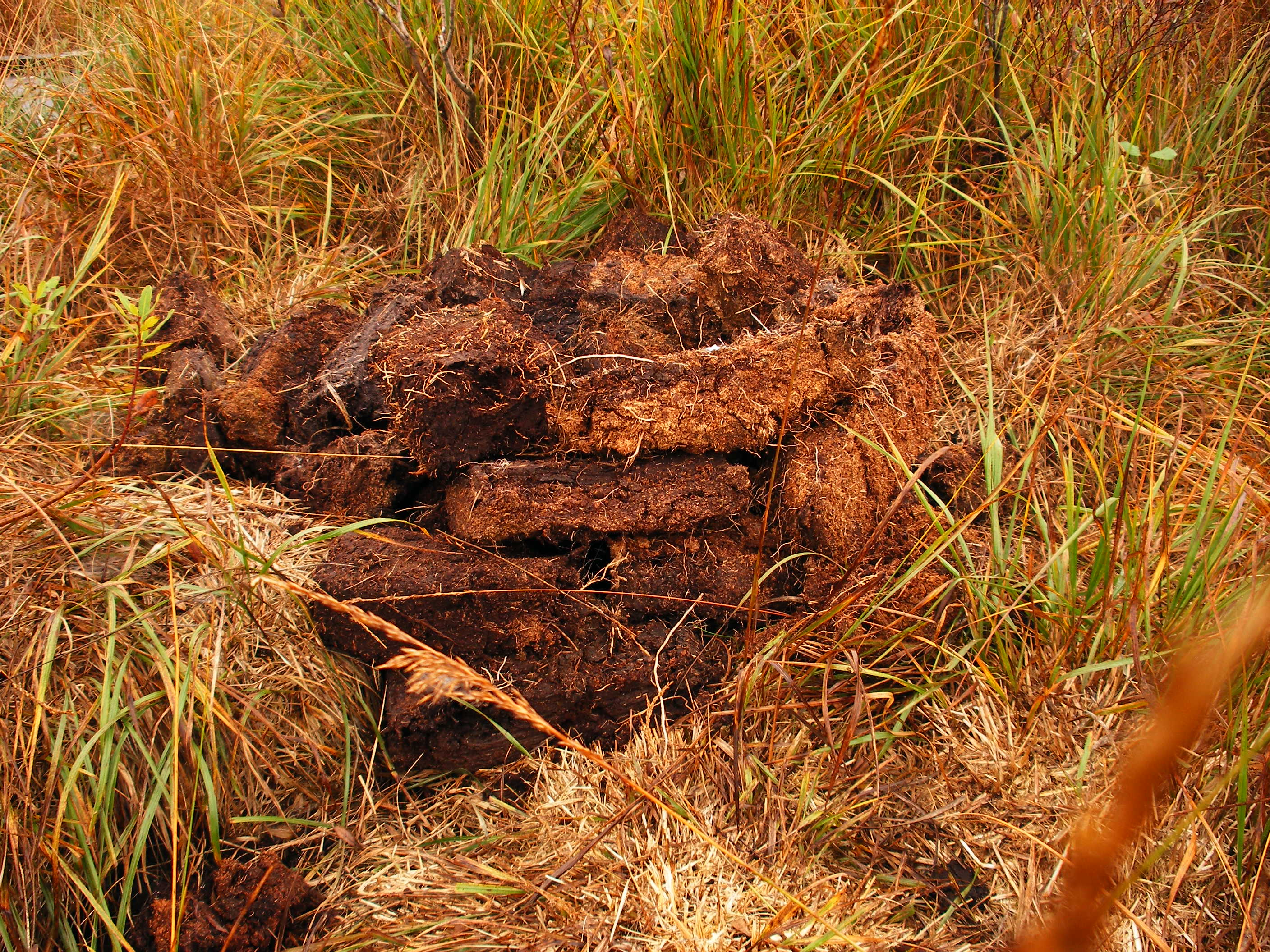
Alter Torfstich im Wilden Moor

Das Wilde Moor wurde im 19. Jahrhundert entwässert, bewirtschaftet und abgetorft, zusätzliche Entwässerungsgräben wurden in den 1930er Jahren vom Reichsarbeitsdienst ausgehoben. Der Torfstich im Wilden Moor erfolgte allerdings nur in geringem Maße und diente den Bauern der umliegenden Höfe als Brennmaterial, oder wurde per Schiff nach Friedrichstadt geliefert. Die Randflächen des Moores wurden landwirtschaftlich genutzt, und so befinden sich heute auf den östlichen Niedermoorflächen des Wilden Moores Grünlandbrachen. Der obere Bereich des Moorbodens wurde stark von den Folgen der Entwässerung geprägt: Der Entzug des Wassers führte zur Sackung des Oberbodens, einhergehend mit einer Verdichtung der Torflagen. Im belüfteten Bereich setzte der mikrobielle Abbau der Pflanzenreste ein.
Mit der Renaturierung des Wilden Moores seit Beginn der 1980er Jahre wurden die Moorflächen nicht mehr als Weide genutzt. In dieser Zeit stellte eine Lenkungsgruppe, bestehend aus Vertretern von Naturschutzverbänden sowie des Umweltamtes Schleswig-Holstein, einen Schutz- und Entwicklungsplan für das Wilde Moor auf. Die teilweise in privatem Besitz befindlichen Moorflächen wurden von der Stiftung Naturschutz Schleswig-Holstein aufgekauft, und 1992 konnte das Wilde Moor in ein Naturschutzgebiet überführt werden mit dem Ziel, die Moorfläche mit ihrer natürlichen Dynamik der Gewässer sowie das Landschaftsbild zu erhalten. Seit den frühen 1980er Jahren wurden fortgehend Maßnahmen zur Renaturierung des Moores durchgeführt, mit dem Ziel, den Lebensraum Hochmoor ganzflächig wiederherzustellen. Zu den Maßnahmen gehört die Erhöhung des Wasserstandes, die Vernässung von Moorflächen, das Verfüllen von Gräben, Schnitt von Büschen, Mahd, Beweidung sowie allgemein eine Verringerung der landwirtschaftlichen Nutzungsintensität. Für die Umweltbildung von Besuchern wurden Wege instand gesetzt, eine Aussichtsplattform gebaut und ein Lehrpfad eingerichtet. Der Wasserstand im Wilden Moor wird durch Stauanlagen und zwei Schöpfwerke reguliert. Die Renaturierung des Wilden Moores ist in eine lokal organisierte Regionalentwicklung eingebunden (Flusslandschaft Eider-Treene-Sorge).
Im Landschaftsrahmenplan wird das Wilde Moor als Gebiet mit besonderer Erholungseignung ausgewiesen. Es bildet einen Schwerpunkt als Schutzgebiet, ist europäisches Vogelschutzgebiet und fällt unter die FFH-Richtlinien. Es ist seit Januar 2010 Teil des FFH-Gebietes 1322-391 „Treene Winderatter See bis Friedrichstadt und Bollingstedter Au“, Im Oktober 2015 wurde von der Stiftung Naturschutz Schleswig-Holstein im Auftrag des Ministeriums für Energiewende, Landwirtschaft, Umwelt und ländliche Räume des Landes Schleswig-Holstein der erste Managementplan für das FFH-Gebiet und das Europäische Vogelschutzgebiet aufgestellt. Das Entwicklungsziel ist der Erhalt des atlantischen Hochmoor-Biotops samt den angrenzenden Lebensräumen in Niedermoor und Wald.
In der zweiten Hälfte des 20. Jahrhunderts wurde auf beiden Uferseiten der Treene ein Deich errichtet. Der etwa 300 m weite Abstand der Deiche gibt einen ersten Überflutungsraum auf den Wiesen zwischen Deich und Fluss. Um Stauzonen zu entlasten, wurde nordöstlich des Wilden Moores ein Nebenfluter angelegt, der Polder Winnert. So dient das Wilde Moor bei Hochwasser der angrenzenden Treene als Überlaufgebiet.

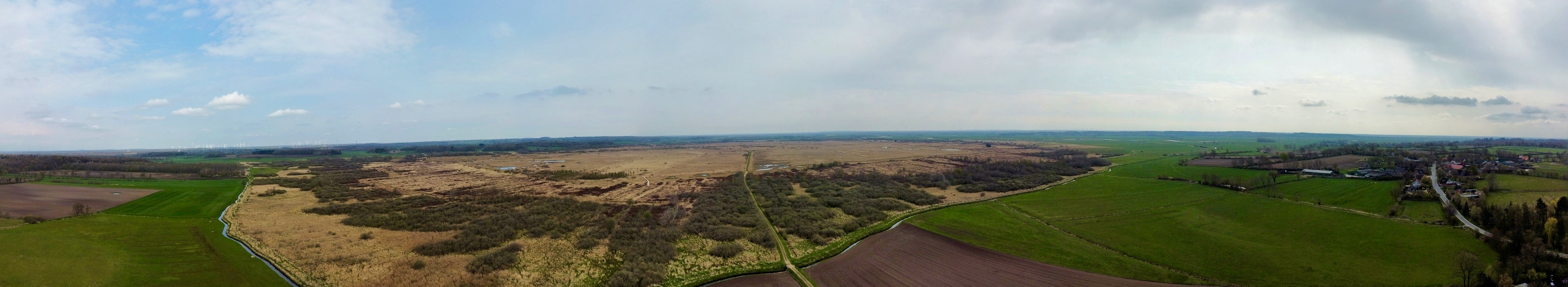
Blick über das NSG